# Lupi mannari americani
Lupi mannari americani (Werewolves in Their Youth) è una raccolta di 9 racconti di Michael Chabon, pubblicata per la prima volta in USA nel 1999; in lingua italiana è stata pubblicata nel maggio 2006, nella traduzione di Luciana Crepax, da Rizzoli Editore. L'autore ha dedicato l'antologia "ad Ayelet".

## Contenuti del volume
- Lupi mannari americani, (Werewolves in Their Youth)
- Alla ricerca di una casa, (House Hunting)
- Il figlio del licantropo, (Son of the Wolfman)
- Il libro di Green, (Green's Book)
- La signora Box, (Mrs. Box)
- Le scarpette, (Spikes)
- La storia di Harris Fetko, (The Harris Fetko Story)
- Quella ragazza ero io, (That Was Me)
- L'acciaieria, (In the Black Mill)

## Trame dei racconti

### Lupi mannari americani
Paul Kovel e Timothy Stokes hanno molte cose in comune: sono bambini, vicini di casa, compagni di scuola, tutti credono siano buoni amici, quando in realtà mantengono le distanze tra loro. La cosa che senz'altro li accomuna di più è quella di servirsi della loro sfrenata fantasia per fuggire da una realtà che non gli è congeniale, fatta di famiglie smembrate e dominata da adulti poco ricettivi; se Paul riesce, tutto sommato, a tenere sotto controllo i disastri in cui può incorrere la sua fuga verso l'immaginario, Timothy non sembra altrettanto bravo a dominare la sua tendenza centrifuga a perdersi nella finzione.

### Alla ricerca di una casa
Daniel e Christy sono consapevoli che il loro matrimonio è giunto probabilmente ad una svolta conclusiva. La loro ricerca di una casa nuova in cui andare a vivere sembra solo un estremo, ma probabilmente vano tentativo di prolungare un sodalizio destinato a disgregarsi. Di sicuro non facilita i loro propositi l'essersi affidati ad un singolare agente immobiliare, amico di famiglia e probabilmente pazzo: l'eccentrico ed instabile signor Hogue non sembra infatti la persona adatta per invogliare la giovane coppia a scegliere la loro nuova casa.

### Il figlio del licantropo
Cara e Richard, sposati da dieci anni, non riescono ad avere un figlio e questa difficoltà sembra destinata a compromettere la stabilità della loro unione; poi succede l'incredibile: Cara subisce violenza da uno stupratore seriale e rimane incinta. Dopo un iniziale smarrimento, la donna decide di portare a termine la gravidanza. Richard invece subisce negativamente questa scelta della moglie e, mentre la data del parto si avvicina, l'uomo si allontana sempre di più, con la scusa del lavoro. Al momento della nascita però alcune circostanze imprevedibili e l'intervento della prorompente levatrice Dorothy contribuiscono ad un riavvicinamento dei due coniugi, forse pronti ad accogliere nella loro famiglia il neonato "figlio del licantropo".

### Il libro di Green
Il trentenne Green, divorziato, partecipa alla festa di laurea del figlio di amici, la famiglia Klein, insieme alla sua figlioletta Jocelyn. Durante il party rivede Ruby, l'altra figlia dei Klein; finisce quindi suo malgrado con il ricordare un episodio della sua infanzia che ha segnato per sempre la sua esistenza, quando appena dodicenne si era lasciato andare ad un approccio morboso nei confronti della piccola Ruby, affidata alla sua custodia. Nonostante oggi nessuno dia prova di essere a conoscenza di quell'avvenimento e lui stesso sia diventato padre di famiglia e psicologo specializzato in pedagogia, Green continua a sentirsi turbato e colpevole per quell'inconsulto gesto d'infanzia, che teme possa aver compromesso per sempre il suo equilibrio mentale.

### La signora Box
Eddie Zwang, un uomo la cui vita è stata un completo fallimento, cerca di lasciarsi alle spalle le rovine del matrimonio e della vita professionale e spera di costruirsi un futuro fuggendo all'estero. Lungo la strada verso la sua nuova vita, braccato da alcuni dei suoi molti creditori e con la macchina piena di attrezzature sottratte alla sua azienda, trova rifugio brevemente presso la casa della signora Box, l'anziana suocera verso cui l'uomo manifesta un atteggiamento ambiguo: se da un lato la stima e prova affetto per lei, che rappresenta un simbolo dei momenti felici della sua maufragata vita matrimoniale, dall'altro lato deve combattere contro la tentazione di derubare la signora Box dei suoi risparmi. Quella breve sosta si rivelerà un ulteriore sbaglio da parte di Eddie: l'anziana donna stenta a riconoscere in lui il marito della figlia, in compenso il tempo perso consentirà ai suoi inseguitori di raggiungerlo.

### Le scarpette
Khon vive come un eremita, sfogando la sua disperazione nella fabbricazione di chitarre. Anche lui è in fuga da un matrimonio fallito, come conseguenza della perdita per malattia del figlio neonato, e si lascerebbe andare alla deriva, se non fosse per l'incontro quasi casuale con Bengt Thorkelson, un adolescente infelice, suo vicino di casa, che ha un disperato bisogno di una figura paterna e cerca nel contempo di fare i conti con la sua totale idiosincrasia per il baseball. Sebbene indossi le scarpe di suo zio, un dimenticato campione del passato, Bengt non ama quello sport, e Khon nemmeno. Accomunati da quella consapevolezza, i due paiono trovare un'occasione per districare con la loro nascente amicizia la matassa delle rispettive esistenze.

### La storia di Harris Fetko
Harris Fetko, giovane e valido giocatore di football, è prossimo a diventare disoccupato per il fallimento della sua squadra e deve suo malgrado riallacciare i rapporti con il padre Norman, un noto coach che da anni insegue ossessivamente il sogno di mettere al mondo un grande campione. L'occasione per il riavvicinamento tra padre e figlio viene offerta loro dalla cerimonia di circoncisione di Sid Fortunato, il figlio neonato del coach. Quando Harris torna a casa per fare da padrino al fratellastro, il padre lo mette parte del suo nuovo assurdo progetto: creare un nuovo sport americano, il "Powerball", a metà strada tra wrestling, football e un film su Tarzan. Il ragazzo asseconda i propositi strampalati del suo vecchio, consapevole si tratti solo dell'inizio di una nuova fallimentare illusione dell'anziano coach.

### Quella ragazza ero io
In villeggiatura sull'isola di Chubb Island, nello stato del Washington, Jake e Grace, una giovane coppia dall'aria eccentrica avvicinano in modo apparentemente casuale Lester Foley, anziano ubriacone che trascorre le sue infelici giornate al Patch, uno dei bar dell'isola. Dalla conversazione che ne segue emerge poco alla volta che entrambi i giovani erano già stati sull'isola, molti anni prima, dove avevano stretto amicizia con Dane, un quindicenne che si divertiva ad assistere Lester nei suoi lavori, e di cui questi aveva involontariamente provocato la morte, come conseguenza di una stupida bravata.

### L'acciaieria
Un giovane archeologo di Boston viene inviato ad eseguire alcuni scavi nelle vicinanze della cittadina di Plunkettsburg, in Pennsylvania, per approfondire la cultura di una misteriosa razza indiana di cui si è persa ogni traccia, i Miskahannock. Ma l'accademico finisce con l'essere particolarmente affascinato anche dalla cultura degli abitanti della cittadina, tutta stretta attorno ad una sinistra acciaieria che è il fulcro della vita economica della comunità, e all'interno della quale avvengono pratiche oscure e forse non del tutto razionali.
In una sorta di curioso gioco a scatole cinesi, questo racconto, l'unico di genere horror presente nell'antologia, viene attribuito da Chabon ad August Van Zorn, pseudonimo di Albert Vetch, personaggio fittizio di cui viene anche tracciata una breve biografia, firmata in questo caso da Grady Tripp, professore di letteratura e scrittore a tempo perso, a sua volta protagonista del romanzo di Michael Chabon intitolato "Wonder Boys".

## Commenti critici
I racconti di Chabon hanno ottenuto recensioni critiche contrapposte. Alcuni recensori considerano le sue storie di qualità inconsistente e in qualche caso superficiali, bidimensionali, prive di emozione. La maggior parte delle critiche sottolinea invece la ricchezza della prosa di Chabon e la profondità della sua narrazione, enfatizzando l'abilità nel tratteggiare caratteri vividi e sviluppi sottili, con linguaggio sofisticato e arricchito da un perspicace uso della metafora. Altri critici citano la presenza di una componente nostalgica e di un persistente senso di ottimismo nei lavori di Chabon, tali da offrire un gradevole contrasto con il nichilismo e con l'autocommiserazione che contraddistinguono molta narrativa contemporanea. L'assenza di compiacimento autoriale e la centralità attribuita da Chabon alla solidità delle trame ed alla consistenza dei suoi personaggi sono considerati da molti recensori come il segnale di un apprezzabile allontanamento dal solipsismo e dall'artificiosità di buona parte della narrativa post-moderna. Altri critici rilevano infine come la maturità delle sue novelle contribuisca a farlo considerare uno dei migliori scrittori statunitensi di oggi. Tra gli altri, è stato scritto di questa raccolta: 
- "[Michael Chabon] ha un modo accattivante e fluido di scrivere (...), unico, verosimile e lirico, che conferisce a tutti questi tormentati figli della sua immaginazione una certa grazia" (da Susan Kelly, in USA Today);
- "Chabon scrive con un'enorme scorrevolezza in queste pagine, incatenando il lettore con i suoi poteri descrittivi e metaforici" (da Michiko Kakutani, in The New York Times);
- "Mentre il suo linguaggio non rinuncia mai alla sua nitidezza, Chabon ha saputo ammorbidirlo in un elegante contenitore di ironia ed empatia" (da Michael Carroll, in Los Angeles Times Book Review)

## Edizioni
- Michael Chabon, Lupi mannari americani, collana 24/7, Rizzoli Editore, 2006,  p. 252, ISBN 88-17-01175-4.